# Agathis atropurpurea
Agathis atropurpurea ist eine Pflanzenart aus der Familie der Araukariengewächse (Araucariaceae). Sie ist im nordöstlichen Queensland (Australien) heimisch.

## Beschreibung
Agathis atropurpurea wächst als immergrüner Baum, der Wuchshöhen von bis zu 50 Metern erreichen kann und dann zu den „Urwaldriesen“ gehört, die das Kronendach überragen. Die glatte bis grob geschuppte Stammborke ist rötlichviolett über violettbraun und violettschwarz bis braun oder graubraun gefärbt und weist manchmal eine blaugrüne Tönung auf. Die Rinde der jungen Äste ist manchmal blaugrün.
Die Knospen sind bei einer Länge von rund 1,5 Millimetern kugelig geformt. Die Blätter sind bei einer Länge von 3 bis 7 Zentimetern und einer Breite von 0,5 bis 2 Zentimetern linear, oval-lanzettlich, länglich-elliptisch bis elliptisch geformt. Sie stehen an einem 1 bis 2 Millimeter langen Blattstiel. Das obere Ende der Blätter ist stumpf gekerbt und die Blattunterseite ist blaugrün gefärbt.
Die männlichen Blütenzapfen stehen an einem 2 bis 3 Millimeter langen Stiel und sind bei einer Länge von 0,9 bis 1,6 Zentimetern sowie einer Dicke von 0,4 bis 0,75 Zentimetern zylindrisch geformt. Sie enthalten je zwei bis fünf Mikrosporophylle mit zwei bis fünf Pollensäcken. Die kugeligen, weiblichen Zapfen werden 3,5 bis 5,5 Zentimeter lang und ebenso dick. Sie bestehen aus 100 bis 150 Zapfenschuppen und sind zur Reife hin olivgrün bis blaugrün gefärbt. Die hellbraunen Samenkörner sind bis zu 1,2 Zentimeter lang und besitzen zwei zimtbraune Flügel, der längere Flügel ist bis zu 1,5 Zentimeter breit.

## Vorkommen und Gefährdung
Das natürliche Verbreitungsgebiet von Agathis atropurpurea umfasst nur die im nordöstlichen Queensland gelegene Bellenden Ker Range.
Die Art wächst in subalpinen Regenwäldern in Höhenlagen von 700 bis 1600 Metern. Der Jahresniederschlag liegt je nach Standort zwischen 2000 und 3000 mm. Dort wächst Agathis atropurpurea häufig zusammen mit anderen Baumarten wie Balanops australiana, Ceratopetalum succirubrum, Ceratopetalum virchowii, Doryphora aromatica, Elaeocarpus ferruginiflorus, Flindersia bourjotiana, Syzygium cryptophlebia, Sundacarpus amarus und Xanthostemon pubescens.
Agathis atropurpurea wird in der Roten Liste der IUCN als „gering gefährdet“ eingestuft. In der Vergangenheit spielten vor allem Holzschlägerungen eine wichtige Rolle. In einigen Teilen des Verbreitungsgebietes kam es zu einem Bestandsrückgang, der möglicherweise auf einen Befall mit dem Pilz Phytophthora cinnamomi zurückzuführen ist. Der Gesamtbestand von Agathis atropurpurea gilt als stabil.

## Systematik
Agathis atropurpurea wird innerhalb der Gattung der Kauri-Bäume (Agathis ) der Sektion Agathis zugeordnet.
Die Erstbeschreibung als Agathis atropurpurea erfolgte 1978 durch Bernard Hyland in Brunonia, Band 1, Nr. 1, Seite 109.